# Biały Lotos
Biały Lotos (ang. The White Lotus) – amerykański komediodramatyczny antologiczny serial telewizyjny, emitowany od 2021 roku przez kanał telewizyjny HBO. Jego twórcą, producentem wykonawczym oraz reżyserem i scenarzystą wszystkich odcinków jest Mike White. Akcja jest osadzona w luksusowych hotelach międzynarodowej sieci Biały Lotos. Serial w sposób satyryczny przedstawia pobyty wybranych gości oraz pracę personelu.
Biały Lotos został pierwotnie wyprodukowany jako miniserial, osadzony i kręcony na Hawajach, a jego premierowa emisja w HBO rozpoczęła się 11 lipca 2021. 10 sierpnia 2021 HBO ogłosił, że będzie serialem antologicznym, w którym każdy sezon będzie przedstawiał inny hotel i grupę gości. Sezon drugi, osadzony i kręcony na Sycylii, był emitowany od 30 października 2022. Sezon trzeci, osadzony i kręcony w Tajlandii, był emitowany od 16 lutego 2025. W styczniu 2025 HBO zamówił czwarty sezon. W Polsce serial jest emitowany przez HBO Polska, a premiera każdego odcinka odbywa się dzień po premierze amerykańskiej.
Biały Lotos został wyróżniony licznymi nagrodami, między innymi 15 Emmy, 2 Złotymi Globami i 2 Nagrodami Gildii Aktorów Ekranowych. Amerykański Instytut Filmowy umieścił pierwsze dwa sezony na swoich listach 10 najlepszych seriali roku.

## Opis fabuły
Każdy sezon jest osadzony w jednym z hoteli międzynarodowej sieci Biały Lotos. Akcja rozpoczyna się od niewyjaśnionej tragedii, która ma miejsce na jego terenie. Następnie odcinki przedstawiają wydarzenia z poprzedzającego ją tygodnia. Równolegle prowadzone są sporadycznie przeplatające się wątki kilku grup gości, a także personelu.
Akcja sezonu pierwszego odbywa się w hotelu na wyspie Maui na Hawajach, którego menedżerem jest Armond. Wątki obejmują:
- Tanyę McQuoid, kobietę pogrążona w żałobie po śmierci matki, spędzającą samotnie wakacje, która nawiązuje relację z Belindą Lindsey, menedżerką hotelowego spa,
- rodzinę Mossbacherów: dyrektorkę finansową Nicole, jej zmagającymi się z problemami zdrowotnymi męża Marka, nastoletniego syna Quinna i studiującą córkę Olivię, której towarzyszy przyjaciółka Paula,
- przebywających w podróży poślubnej Pattonów: agenta nieruchomości Shane’a i dziennikarkę Rachel[12].

Akcja sezonu drugiego odbywa się w hotelu w Taorminie na włoskiej wyspie Sycylii, którego menedżerką jest Valentina. Wątki obejmują:
- powracającą z sezonu pierwszego Tanyę McQuoid-Hunt, która podróżuje z mężem Gregiem i asystentką Portią,
- troje Amerykanów sycylijskiego pochodzenia, którzy pragną zbadać historię swojego rodu Di Grasso: Berta, jego syna Dominica i wnuka Albiego
- dwa zaprzyjaźnione małżeństwa: Camerona i Daphne Sullivanów oraz Ethana i Harper Spillerów,
- Mię i Lucię, dwie lokalne przyjaciółki, spędzające nieformalnie czas w hotelu[13].

Akcja sezonu trzeciego odbywa się w hotelu na wyspie Ko Samui w Tajlandii, którego właścicielką jest Sritala Hollinger. Wątki obejmują:
- powracającą z sezonu pierwszego Belindę Lindsey, która pracuje w hotelowym spa w ramach programu wymiany pracowników,
- rodzinę Ratliffów: finansistę Timothy’ego, jego żonę Victorię, synów Saxona i Lochlana oraz córkę Piper, która bada na potrzeby studiów buddyzm,
- trzy przyjaciółki: aktorkę Jaclyn Lemon, prawniczkę Laurie i Kate,
- Ricka Hatchett, podróżującego z młodszą partnerką Chelsea[14].

## Obsada i bohaterowie
Legenda
| Kolor zielony oznacza występ główny, to znaczy wymienienie w czołówce.                                                 |
| Kolor różowy oznacza występ drugoplanowy, to znaczy w co najmniej dwóch odcinkach sezonu, bez wymienienia w czołówce.  |
| Kolor jasnoniebieski oznacza występ gościnny, to znaczy w dokładnie jednym odcinku sezonu, bez wymienienia w czołówce. |
| Kolor szary oznacza brak występu w danym sezonie.                                                                      |

| Aktor                  | Bohater            | Rodzaj roli        | Rodzaj roli        | Rodzaj roli        |
| Aktor                  | Bohater            | Sezon 1 (2021)     | Sezon 2 (2022)     | Sezon 3 (2025)     |
| Debiut w sezonie 1     | Debiut w sezonie 1 | Debiut w sezonie 1 | Debiut w sezonie 1 | Debiut w sezonie 1 |
| ---------------------- | ------------------ | ------------------ | ------------------ | ------------------ |
| Murray Bartlett        | Armond             | Główna             |                    |                    |
| Connie Britton         | Nicole Mossbacher  | Główna             |                    |                    |
| Jennifer Coolidge      | Tanya McQuoid      | Główna             | Główna             |                    |
| Alexandra Daddario     | Rachel Patton      | Główna             |                    |                    |
| Fred Hechinger         | Quinn Mossbacher   | Główna             |                    |                    |
| Jake Lacy              | Shane Patton       | Główna             |                    |                    |
| Brittany O’Grady       | Paula              | Główna             |                    |                    |
| Natasha Rothwell       | Belinda Lindsey    | Główna             |                    | Główna             |
| Sydney Sweeney         | Olivia Mossbacher  | Główna             |                    |                    |
| Steve Zahn             | Mark Mossbacher    | Główna             |                    |                    |
| Molly Shannon          | Kitty Patton       | Główna             |                    |                    |
| Jon Gries              | Greg Hunt          | Drugoplanowa       | Główna             | Główna             |
| Jolene Purdy           | Lani               | Gościnna           |                    |                    |
| Lukas Gage             | Dillon             | Drugoplanowa       |                    |                    |
| Kekoa Scott Kekumano   | Kai                | Drugoplanowa       |                    |                    |
| Alec Merlino           | Hutch              | Drugoplanowa       |                    |                    |
| Debiut w sezonie 2     |                    |                    |                    |                    |
| F. Murray Abraham      | Bert Di Grasso     |                    | Główna             |                    |
| Adam DiMarco           | Albie Di Grasso    |                    | Główna             |                    |
| Meghann Fahy           | Daphne Sullivan    |                    | Główna             |                    |
| Beatrice Grannò        | Mia                |                    | Główna             |                    |
| Tom Hollander          | Quentin            |                    | Główna             |                    |
| Sabrina Impacciatore   | Valentina          |                    | Główna             |                    |
| Michael Imperioli      | Dominic Di Grasso  |                    | Główna             |                    |
| Theo James             | Cameron Sullivan   |                    | Główna             |                    |
| Aubrey Plaza           | Harper Spiller     |                    | Główna             |                    |
| Haley Lu Richardson    | Portia             |                    | Główna             |                    |
| Will Sharpe            | Ethan Spiller      |                    | Główna             |                    |
| Simona Tabasco         | Lucia Greco        |                    | Główna             |                    |
| Leo Woodall            | Jack               |                    | Główna             |                    |
| Federico Ferrante      | Rocco              |                    | Drugoplanowa       |                    |
| Eleonora Romandini     | Isabella           |                    | Drugoplanowa       |                    |
| Federico Scribani      | Giuseppe           |                    | Drugoplanowa       |                    |
| Angelina Keeley        | gość hotelu        |                    | Gościnna           |                    |
| Kara Kay               | gość hotelu        |                    | Gościnna           |                    |
| Laura Dern             | Abby (głos)        |                    | Drugoplanowa       |                    |
| Francesco Zecca        | Matteo             |                    | Drugoplanowa       |                    |
| Paolo Camilli          | Hugo               |                    | Drugoplanowa       |                    |
| Bruno Gouery           | Didier             |                    | Drugoplanowa       |                    |
| Nicola Di Pinto        | Isabella           |                    | Drugoplanowa       |                    |
| Debiut w sezonie 3     |                    |                    |                    |                    |
| Leslie Bibb            | Kate               |                    |                    | Główna             |
| Carrie Coon            | Laurie             |                    |                    | Główna             |
| Walton Goggins         | Rick Hatchett      |                    |                    | Główna             |
| Sarah Catherine Hook   | Piper Ratliff      |                    |                    | Główna             |
| Jason Isaacs           | Timothy Ratliff    |                    |                    | Główna             |
| Lalisa Manobal         | Mook               |                    |                    | Główna             |
| Michelle Monaghan      | Jaclyn Lemon       |                    |                    | Główna             |
| Sam Nivola             | Lochlan Ratliff    |                    |                    | Główna             |
| Lek Patravadi          | Sritala Hollinger  |                    |                    | Główna             |
| Parker Posey           | Victoria Ratliff   |                    |                    | Główna             |
| Patrick Schwarzenegger | Saxon Ratliff      |                    |                    | Główna             |
| Tayme Thapthimthong    | Gaitok             |                    |                    | Główna             |
| Aimee Lou Wood         | Chelsea            |                    |                    | Główna             |
| Sam Rockwell           | Frank              |                    |                    | Główna             |
| Scott Glenn            | Jim Hollinger      |                    |                    | Główna             |
| Nicholas Duvernay      | Zion Lindsey       |                    |                    | Drugoplanowa       |
| Arnas Fedaravičius     | Valentin           |                    |                    | Drugoplanowa       |
| Christian Friedel      | Fabian             |                    |                    | Drugoplanowa       |
| Dom Hetrakul           | Pornchai           |                    |                    | Drugoplanowa       |
| Julian Kostov          | Aleksei            |                    |                    | Drugoplanowa       |
| Charlotte Le Bon       | Chloe              |                    |                    | Drugoplanowa       |
| Morgana O’Reilly       | Pam                |                    |                    | Drugoplanowa       |
| Shalini Peiris         | Amrita             |                    |                    | Drugoplanowa       |
| Suthichai Yoon         | Teera              |                    |                    | Drugoplanowa       |

## Lista odcinków

### Przegląd sezonów
| Sezon | Sezon | Liczba odcinków | Pierwsza emisja w Stanach Zjednoczonych (HBO) | Pierwsza emisja w Stanach Zjednoczonych (HBO) | Pierwsza emisja w Polsce (HBO Polska) | Pierwsza emisja w Polsce (HBO Polska) |
| Sezon | Sezon | Liczba odcinków | Pierwszy odcinek                              | Ostatni odcinek                               | Pierwszy odcinek                      | Ostatni odcinek                       |
| ----- | ----- | --------------- | --------------------------------------------- | --------------------------------------------- | ------------------------------------- | ------------------------------------- |
|       | 1     | 6               | 11 lipca 2021                                 | 15 sierpnia 2021                              | 12 lipca 2021                         | 16 sierpnia 2021                      |
|       | 2     | 7               | 30 października 2022                          | 11 grudnia 2022                               | 1 listopada 2022                      | 12 grudnia 2022                       |
|       | 3     | 8               | 16 lutego 2025                                | 6 kwietnia 2025                               | 17 lutego 2025                        | 7 kwietnia 2025                       |

### Sezon 1 (2021)
| Nr | Nr | Tytuł              | Data premiery (Stany Zjednoczone) | Data premiery (Polska) | Oglądalność (USA, w tys.) |
| -- | -- | ------------------ | --------------------------------- | ---------------------- | ------------------------- |
| 1  | 1  | Arrivals           | 11 lipca 2021                     | 12 lipca 2021          | 420                       |
| 2  | 2  | New Day            | 18 lipca 2021                     | 19 lipca 2021          | 459                       |
| 3  | 3  | Mysterious Monkeys | 25 lipca 2021                     | 26 lipca 2021          | 478                       |
| 4  | 4  | Recentering        | 1 sierpnia 2021                   | 2 sierpnia 2021        | 515                       |
| 5  | 5  | The Lotus-Eaters   | 8 sierpnia 2021                   | 9 sierpnia 2021        | 541                       |
| 6  | 6  | Departures         | 15 sierpnia 2021                  | 16 sierpnia 2021       | 850                       |

### Sezon 2 (2022)
| Nr | Nr | Tytuł          | Tytuł oryginalny | Data premiery (Stany Zjednoczone) | Data premiery (Polska) | Oglądalność (USA, w tys.) |
| -- | -- | -------------- | ---------------- | --------------------------------- | ---------------------- | ------------------------- |
| 7  | 1  | Ciao           | Ciao             | 30 października 2022              | 1 listopada 2022       | 460                       |
| 8  | 2  | Włoski sen     | Italian Dream    | 6 listopada 2022                  | 7 listopada 2022       | 421                       |
| 9  | 3  | Samce słoni    | Bull Elephants   | 13 listopada 2022                 | 14 listopada 2022      | 474                       |
| 10 | 4  | W piaskownicy  | In the Sandbox   | 20 listopada 2022                 | 21 listopada 2022      | 416                       |
| 11 | 5  | To jest miłość | That’s Amore     | 27 listopada 2022                 | 28 listopada 2022      | 641                       |
| 12 | 6  | Porwania       | Abductions       | 4 grudnia 2022                    | 5 grudnia 2022         | 684                       |
| 13 | 7  | Arrivederci    | Arrivederci      | 11 grudnia 2022                   | 12 grudnia 2022        | 854                       |

### Sezon 3 (2025)
| Nr | Nr | Tytuł                        | Tytuł oryginalny        | Data premiery (Stany Zjednoczone) | Data premiery (Polska) | Oglądalność (USA, w tys.) |
| -- | -- | ---------------------------- | ----------------------- | --------------------------------- | ---------------------- | ------------------------- |
| 14 | 1  | Dawne dusze w nowych ciałach | Same Spirits, New Forms | 16 lutego 2025                    | 17 lutego 2025         | 420                       |
| 15 | 2  | Osobiste potrzeby            | Special Treatments      | 23 lutego 2025                    | 24 lutego 2025         | 687                       |
| 16 | 3  | Znaczenie snów               | The Meaning of Dreams   | 2 marca 2025                      | 3 marca 2025           | 507                       |
| 17 | 4  | Kto się chowa i kto szuka    | Hide or Seek            | 9 marca 2025                      | 10 marca 2025          | 677                       |
| 18 | 5  | Księżycowe przyjęcie         | Full-Moon Party         | 16 marca 2025                     | 17 marca 2025          | 828                       |
| 19 | 6  | Wypieranie                   | Denials                 | 23 marca 2025                     | 24 marca 2025          | 744                       |
| 20 | 7  | Instynkt mordercy            | Killer Instincts        | 30 marca 2025                     | 31 marca 2025          | 956                       |
| 21 | 8  | Amor Fati                    | Amor Fati               | 6 kwietnia 2025                   | 7 kwietnia 2025        | 1 317                     |

## Nagrody i nominacje
| Nagroda                                                  | Sezon | Rok  | Kategoria                                                                                           | Nominowani                                                                                 | Rezultat  | Źr.    |
| -------------------------------------------------------- | ----- | ---- | --------------------------------------------------------------------------------------------------- | ------------------------------------------------------------------------------------------ | --------- | ------ |
| Nagrody Amerykańskiej Gildii Producentów Filmowych (PGA) | 1     | 2022 | Najlepszy producent miniserialu lub serialu antologicznego                                          |                                                                                            | Nominacja | [ 40 ] |
| Nagrody Amerykańskiej Gildii Producentów Filmowych (PGA) | 2     | 2023 | Najlepszy producent odcinkowego serialu dramatycznego                                               |                                                                                            | Wygrana   | [ 41 ] |
| Nagrody Amerykańskiej Gildii Reżyserów Filmowych (DGA)   | 1     | 2022 | Najlepsza reżyseria serialu komediowego                                                             | Mike White (za odcinek „Mysterious Monkeys”)                                               | Nominacja | [ 42 ] |
| Nagrody Amerykańskiej Gildii Reżyserów Filmowych (DGA)   | 2     | 2023 | Najlepsza reżyseria serialu komediowego                                                             | Mike White (za odcinek „Arrivederci”)                                                      | Nominacja | [ 42 ] |
| Nagrody Amerykańskiej Gildii Scenarzystów (WGA)          | 1     | 2022 | Najlepszy oryginalny scenariusz pełnego metrażu                                                     | Mike White                                                                                 | Nominacja | [ 43 ] |
| Nagrody Amerykańskiej Gildii Scenarzystów (WGA)          | 2     | 2023 | Najlepszy scenariusz serialu limitowanego                                                           | Mike White                                                                                 | Wygrana   | [ 44 ] |
| Nagrody Gildii Aktorów Ekranowych (SAG)                  | 1     | 2022 | Najlepszy występ aktora w miniserialu lub filmie telewizyjnym                                       | Murray Bartlett                                                                            | Nominacja | [ 9 ]  |
| Nagrody Gildii Aktorów Ekranowych (SAG)                  | 1     | 2022 | Najlepszy występ aktorki w miniserialu lub filmie telewizyjnym                                      | Jennifer Coolidge                                                                          | Nominacja | [ 9 ]  |
| Nagrody Gildii Aktorów Ekranowych (SAG)                  | 2     | 2023 | Najlepszy występ zespołu aktorskiego w serialu dramatycznym                                         | różni                                                                                      | Wygrana   | [ 9 ]  |
| Nagrody Gildii Aktorów Ekranowych (SAG)                  | 2     | 2023 | Najlepszy występ aktorki w serialu dramatycznym                                                     | Jennifer Coolidge                                                                          | Wygrana   | [ 9 ]  |
| Nagrody Telewizyjne Akademii Brytyjskiej (BAFTA)         | 2     | 2023 | Najlepszy program zagraniczny                                                                       | Mike White, David Bernad, Mark Kamine, John Valerio, Heather Persons                       | Nominacja | [ 45 ] |
| Nagrody Telewizyjne Akademii Brytyjskiej (BAFTA)         | 2     | 2023 | Najlepszy aktor drugoplanowy                                                                        | Will Sharpe                                                                                | Nominacja | [ 45 ] |
| Primetime Emmy                                           | 1     | 2022 | Najlepszy miniserial lub serial antologiczny                                                        | Mike White, David Bernad, Nick Hall, Mark Kamine                                           | Wygrana   | [ 7 ]  |
| Primetime Emmy                                           | 1     | 2022 | Najlepszy aktor drugoplanowy w miniserialu, serialu antologicznym lub filmie telewizyjnym           | Murray Bartlett                                                                            | Wygrana   | [ 7 ]  |
| Primetime Emmy                                           | 1     | 2022 | Najlepszy aktor drugoplanowy w miniserialu, serialu antologicznym lub filmie telewizyjnym           | Jake Lacy                                                                                  | Nominacja | [ 7 ]  |
| Primetime Emmy                                           | 1     | 2022 | Najlepszy aktor drugoplanowy w miniserialu, serialu antologicznym lub filmie telewizyjnym           | Steve Zahn                                                                                 | Nominacja | [ 7 ]  |
| Primetime Emmy                                           | 1     | 2022 | Najlepsza aktorka drugoplanowa w miniserialu, serialu antologicznym lub filmie telewizyjnym         | Connie Britton                                                                             | Nominacja | [ 7 ]  |
| Primetime Emmy                                           | 1     | 2022 | Najlepsza aktorka drugoplanowa w miniserialu, serialu antologicznym lub filmie telewizyjnym         | Jennifer Coolidge                                                                          | Wygrana   | [ 7 ]  |
| Primetime Emmy                                           | 1     | 2022 | Najlepsza aktorka drugoplanowa w miniserialu, serialu antologicznym lub filmie telewizyjnym         | Alexandra Daddario                                                                         | Nominacja | [ 7 ]  |
| Primetime Emmy                                           | 1     | 2022 | Najlepsza aktorka drugoplanowa w miniserialu, serialu antologicznym lub filmie telewizyjnym         | Natasha Rothwell                                                                           | Nominacja | [ 7 ]  |
| Primetime Emmy                                           | 1     | 2022 | Najlepsza aktorka drugoplanowa w miniserialu, serialu antologicznym lub filmie telewizyjnym         | Sydney Sweeney                                                                             | Nominacja | [ 7 ]  |
| Primetime Emmy                                           | 1     | 2022 | Najlepsza reżyseria miniserialu, serialu antologicznym lub filmu telewizyjnego                      | Mike White                                                                                 | Wygrana   | [ 7 ]  |
| Primetime Emmy                                           | 1     | 2022 | Najlepszy scenariusz miniserialu, serialu antologicznym lub filmu telewizyjnego                     | Mike White                                                                                 | Wygrana   | [ 7 ]  |
| Primetime Emmy                                           | 2     | 2024 | Najlepszy serial dramatyczny                                                                        | Mike White, David Bernad, Nick Hall, Mark Kamine                                           | Nominacja | [ 7 ]  |
| Primetime Emmy                                           | 2     | 2024 | Najlepszy aktor drugoplanowy w serialu dramatycznym                                                 | F. Murray Abraham                                                                          | Nominacja | [ 7 ]  |
| Primetime Emmy                                           | 2     | 2024 | Najlepszy aktor drugoplanowy w serialu dramatycznym                                                 | Michael Imperioli                                                                          | Nominacja | [ 7 ]  |
| Primetime Emmy                                           | 2     | 2024 | Najlepszy aktor drugoplanowy w serialu dramatycznym                                                 | Theo James                                                                                 | Nominacja | [ 7 ]  |
| Primetime Emmy                                           | 2     | 2024 | Najlepszy aktor drugoplanowy w serialu dramatycznym                                                 | Will Sharpe                                                                                | Nominacja | [ 7 ]  |
| Primetime Emmy                                           | 2     | 2024 | Najlepsza aktorka drugoplanowa w serialu dramatycznym                                               | Jennifer Coolidge                                                                          | Wygrana   | [ 7 ]  |
| Primetime Emmy                                           | 2     | 2024 | Najlepsza aktorka drugoplanowa w serialu dramatycznym                                               | Meghann Fahy                                                                               | Nominacja | [ 7 ]  |
| Primetime Emmy                                           | 2     | 2024 | Najlepsza aktorka drugoplanowa w serialu dramatycznym                                               | Sabrina Impacciatore                                                                       | Nominacja | [ 7 ]  |
| Primetime Emmy                                           | 2     | 2024 | Najlepsza aktorka drugoplanowa w serialu dramatycznym                                               | Aubrey Plaza                                                                               | Nominacja | [ 7 ]  |
| Primetime Emmy                                           | 2     | 2024 | Najlepsza aktorka drugoplanowa w serialu dramatycznym                                               | Simona Tabasco                                                                             | Nominacja | [ 7 ]  |
| Primetime Emmy                                           | 2     | 2024 | Najlepsza reżyseria serialu dramatycznego                                                           | Mike White                                                                                 | Nominacja | [ 7 ]  |
| Primetime Emmy                                           | 2     | 2024 | Najlepszy scenariusz serialu dramatycznego                                                          | Mike White                                                                                 | Nominacja | [ 7 ]  |
| Primetime Creative Arts Emmy                             | 1     | 2022 | Najlepszy casting w miniserialu, serialu antologicznym lub filmu telewizyjnego                      | Meredith Tucker, Katie Doyle                                                               | Wygrana   | [ 7 ]  |
| Primetime Creative Arts Emmy                             | 1     | 2022 | Najlepsze kostiumy współczesne                                                                      | Alex Bovaird, Brian Sprouse i Eileen Stroup (za odcinek „Arrivals”)                        | Nominacja | [ 7 ]  |
| Primetime Creative Arts Emmy                             | 1     | 2022 | Najlepsza muzyka w miniserialu, serialu antologicznym, filmu telewizyjnego lub programu specjalnego | Cristobal Tapia de Veer (za odcinek „Mysterious Monkeys”)                                  | Wygrana   | [ 7 ]  |
| Primetime Creative Arts Emmy                             | 1     | 2022 | Najlepsza muzyka tytułowa                                                                           | Cristobal Tapia de Veer                                                                    | Wygrana   | [ 7 ]  |
| Primetime Creative Arts Emmy                             | 1     | 2022 | Najlepszy nadzór muzyczny                                                                           | Janet Lopez (za odcinek „Departures”)                                                      | Nominacja | [ 7 ]  |
| Primetime Creative Arts Emmy                             | 1     | 2022 | Najlepsza scenografia współczesna programu o odcinkach co najmniej godzinnych                       | Laura Fox, Charles Varga i Jennifer Lukehart                                               | Nominacja | [ 7 ]  |
| Primetime Creative Arts Emmy                             | 1     | 2022 | Najlepszy montaż w miniserialu, serialu antologicznym lub filmu telewizyjnego kręconym jedną kamerą | John M. Valerio (za odcinek „Departures”)                                                  | Wygrana   | [ 7 ]  |
| Primetime Creative Arts Emmy                             | 1     | 2022 | Najlepszy montaż w miniserialu, serialu antologicznym lub filmu telewizyjnego kręconym jedną kamerą | Heather Persons (za odcinek „Mysterious Monkeys”)                                          | Nominacja | [ 7 ]  |
| Primetime Creative Arts Emmy                             | 1     | 2022 | Najlepszy montaż dźwięku w miniserialu, serialu antologicznym lub filmu telewizyjnego               | Christian Minkler, Ryan Collins, Walter Anderson i Jeffrey Roy (za odcinek „Departures”)   | Wygrana   | [ 7 ]  |
| Primetime Creative Arts Emmy                             | 2     | 2024 | Najlepszy casting w serialu dramatycznym                                                            | Meredith Tucker, Francesco Vedovati, Barbara                                               | Wygrana   | [ 7 ]  |
| Primetime Creative Arts Emmy                             | 2     | 2024 | Najlepsze kostiumy współczesne                                                                      | Alex Bovaird, Brian Sprouse, Margherita Zanobetti (za odcinek „That's Amore”)              | Nominacja | [ 7 ]  |
| Primetime Creative Arts Emmy                             | 2     | 2024 | Najlepsze stylizacje fryzur współczesne                                                             | Miia Kovero, Elena Gregorini, Italo Di Pinto (za odcinek „Abductions”)                     | Wygrana   | [ 7 ]  |
| Primetime Creative Arts Emmy                             | 2     | 2024 | Najlepsza czołówka                                                                                  | Katrina Crawford, Mark Bashore, Lezio Lopes, Cian McKenna                                  | Nominacja | [ 7 ]  |
| Primetime Creative Arts Emmy                             | 2     | 2024 | Najlepsza charakteryzacja współczesna (nieprostetyczna)                                             | Rebecca Hickey, Federica Emidi, Francesca Antonetti, Rosa Saba (za odcinek „That's Amore”) | Nominacja | [ 7 ]  |
| Primetime Creative Arts Emmy                             | 2     | 2024 | Najlepsza oryginalna muzyka w serialu                                                               | Cristobal Tapia de Veer (za odcinek „In the Sandbox”)                                      | Wygrana   | [ 7 ]  |
| Primetime Creative Arts Emmy                             | 2     | 2024 | Najlepszy nadzór muzyczny                                                                           | Gabe Hilfer (za odcinek „Bull Elephants”)                                                  | Wygrana   | [ 7 ]  |
| Primetime Creative Arts Emmy                             | 2     | 2024 | Najlepszy montaż w serialu dramatycznym                                                             | Heather Persons (za odcinek „Abductions”)                                                  | Nominacja | [ 7 ]  |
| Primetime Creative Arts Emmy                             | 2     | 2024 | Najlepszy montaż w serialu dramatycznym                                                             | John M. Valerio (za odcinek „Arrivederci”)                                                 | Nominacja | [ 7 ]  |
| Primetime Creative Arts Emmy                             | 2     | 2024 | Najlepsza scenografia współczesna programu o odcinkach co najmniej godzinnych                       | Cristina Onori, Gianpaolo Rifino, and Letizia Santucci (za odcinek „Ciao”)                 | Nominacja | [ 7 ]  |
| Primetime Creative Arts Emmy                             | 2     | 2024 | Najlepszy montaż dźwięku w serialu dramatycznym lub komediowym o odcinkach godzinnych               | Christian Minkler, Ryan Collins, Vincenzo Urselli (za odcinek „Arrivederci”)               | Nominacja | [ 7 ]  |
| Primetime Creative Arts Emmy                             | 2     | 2024 | Najlepszy krótkometrażowy program niefikcyjny lub reality                                           | The White Lotus: Unpacking the Episode                                                     | Nominacja | [ 7 ]  |
| Złote Globy                                              | 1     | 2022 | Najlepsza aktorka drugoplanowa w serialu, miniserialu lub filmie telewizyjnym                       | Jennifer Coolidge                                                                          | Nominacja | [ 8 ]  |
| Złote Globy                                              | 2     | 2023 | Najlepszy miniserial, serial antologiczny lub film telewizyjny                                      |                                                                                            | Wygrana   | [ 8 ]  |
| Złote Globy                                              | 2     | 2023 | Najlepszy aktor drugoplanowy w miniserialu, serialu antologicznym lub filmie telewizyjnym           | F. Murray Abraham                                                                          | Nominacja | [ 8 ]  |
| Złote Globy                                              | 2     | 2023 | Najlepsza aktorka drugoplanowa w serialu, miniserialu lub filmie telewizyjnym                       | Jennifer Coolidge                                                                          | Wygrana   | [ 8 ]  |
| Złote Globy                                              | 2     | 2023 | Najlepsza aktorka drugoplanowa w serialu, miniserialu lub filmie telewizyjnym                       | Aubrey Plaza                                                                               | Nominacja | [ 8 ]  |